# アシュリー・フレッチャー
アシュリー・フレッチャー（Ashley Fletcher、1995年10月2日 - ）は、イングランド・シティ・オブ・ブラッドフォード出身のサッカー選手。ブラックプールFC所属。ポジションはフォワード。

## 経歴
中学生時代はサッカー以外にクリケット、バスケットボール、陸上競技にも親しんだ。
ボルトン・ワンダラーズFCの下部組織でプレーを始め、13歳でマンチェスター・ユナイテッドFCのアカデミーに入団。2014年5月にクラブと最初のプロ契約を結んだが、トップチームでの出番は全くなくバーンズリーFCへのレンタルを経てウェストハム・ユナイテッドFCに放出された。
2017年7月28日、移籍金650万ポンドでミドルズブラFCに移籍した。
2021年6月11日、ワトフォードFCにフリー移籍で加入。
2024年6月、ブラックプールFCへの移籍が発表された。

## 所属クラブ
ユース
- ボルトン・ワンダラーズFC 2005-2009
- マンチェスター・ユナイテッドFC 2009-2014

プロ
- マンチェスター・ユナイテッドFC 2014-2016

→ バーンズリーFC 2016 (loan)
- ウェストハム・ユナイテッドFC 2016-2017
- ミドルズブラFC 2017-2021

→ サンダーランドAFC 2018 (loan)
- ワトフォードFC 2021-2024

→ ウィガン・アスレティックFC 2022-2023 (loan)
→ シェフィールド・ウェンズデイFC 2023-2024 (loan)
- ブラックプールFC 2024-

## タイトル
バーンズリー
- フットボールリーグトロフィー: 2015–16